# Leila Sansur
Leila Sansur, también conocida como Leila Sansour (en árabe: ليلى صنصور‎; en ruso: Лейла Сансур; Moscú, 16 de febrero de 1966), es una directora de cine y productora cinematográfica palestina nacida en la Unión Soviética. Es fundadora y directora ejecutiva de Open Bethlehem, una fundación no gubernamental creada para promover y proteger la vida y el patrimonio de la ciudad de Belén. Sansour desarrolló el Pasaporte de Belén en colaboración con el ayuntamiento y el gobernador de Belén. El Papa Benedicto XVI se convirtió en el primer beneficiario del pasaporte de Belén cuando aceptó la ciudadanía de Belén de manos del presidente palestino Mahmud Abbas en diciembre de 2005.

## Biografía
Sansour procede de una antigua familia católica romana palestina. Nació en Moscú el 16 de febrero de 1966, cuando su padre, Anton, enseñaba matemáticas en la Universidad Estatal de Moscú. Sansour y su familia se trasladaron a la ciudad de Belén en 1972. Su padre, Anton Sansour, fue uno de los fundadores de la Universidad de Belén, anteriormente un seminario católico romano.
Sansour es directora de cine y produjo la película Jeremy Hardy vs. the Israeli Army (2003), que sigue al cómico británico Jeremy Hardy y sus tribulaciones durante el asedio de Belén en 2002. Comenzó a trabajar en televisión y produjo la serie Cultural Portraits (Retratos culturales) para Al Jazeera, en la que se presentaban perfiles de árabes destacados que habían hecho una contribución mundial significativa en las artes, la ciencia o la política.
Sansour estudió en la Sorbona, la Universidad Estatal de Moscú y la Universidad de Warwick. Su trabajo más reciente es la película y campaña de sensibilización Open Bethlehem. La película se ha proyectado en festivales del Reino Unido y en septiembre de 2016 recorrió Canadá, proyectándose en Montreal, Vancouver, Toronto y Edmonton. Open Bethlehem es una campaña internacional que trabaja para promover el compromiso global con Belén como una ciudad real y contemporánea en Oriente Medio. Lo hace apoyando la distribución de herramientas de comunicación sobre Belén para impulsar el interés y la conciencia internacional y promoviendo visitas a Belén a través de operadores turísticos establecidos y especializados. La campaña también trabaja para desarrollar una red de embajadores apasionados de la ciudad a través del Programa Pasaporte de Belén.